# Pray
Pray — студийный альбом группы Crematory, выпущенный 1 февраля 2008 года лейблом Massacre Records. В Северной Америке выпущен через 9 месяцев после европейского релиза.

## Список композиций
| №                   | Название              | Длительность |
| ------------------- | --------------------- | ------------ |
| 1.                  | «When Darkness Falls» | 5:10         |
| 2.                  | «Left the Ground»     | 4:24         |
| 3.                  | «Alone»               | 5:47         |
| 4.                  | «Pray»                | 4:46         |
| 5.                  | «Sleeping Solution»   | 5:20         |
| 6.                  | «Just Words»          | 3:41         |
| 7.                  | «Burning Bridges»     | 4:16         |
| 8.                  | «Have You Ever»       | 4:52         |
| 9.                  | «Remember»            | 4:14         |
| 10.                 | «Say Goodbye»         | 6:12         |
| Общая длительность: | Общая длительность:   | 48:42        |

## Участники записи
- Gerhard «Felix» Stass — вокал
- Matthias Hechler — вокал, гитара
- Katrin Goger — клавишные
- Harald Heine — бас
- Markus Jüllich — ударные и программирование
- Christian Kohlmannslehner — программирование